# Agostino Mitelli
Agostino Mitelli, né à Battidizzo le 16 mars 1609 et mort à Madrid le 2 août 1660 , est un peintre et graveur italien baroque de quadratura avec Giulio Trogli.

## Biographie
Agostino Mitelli reçoit, jeune, un enseignement d'architecture par Falcetta. Il a été l'élève de Gabriello Ferrantini (des Occhiali), de Girolamo Curti.  Dès ses 17 ans Il assiste également   Angelo Michele Colonna à Bologne. 
Il a illustré son manuscrit intitulé Freggi dell' architettura da Agostino Mitelli.
Il  peint pour les pères Théatins à Modène, , chez le grand- duc à Florence , dans le palais du prince à Parme , dans les salles de l'archevêché à Ravenne,  dans le palais à Gênes, dans la chapelle de l'église San Domenico à Bologne...  Il réalise essentiellement des ornements et décors.
Son fils Giuseppe Maria Mitelli (1634-1718) a été aussi un peintre et un graveur, et son gendre Baldassare Bianchi, un peintre.
Il est mort à Madrid, pendant qu'il travaillait à la cour de Philippe IV d'Espagne.
Ses peintures en quadratura peuvent être vues à  Bologne, Parme, Modène, Florence, Rome, Gênes et Madrid, certifiant la popularité de ce style.

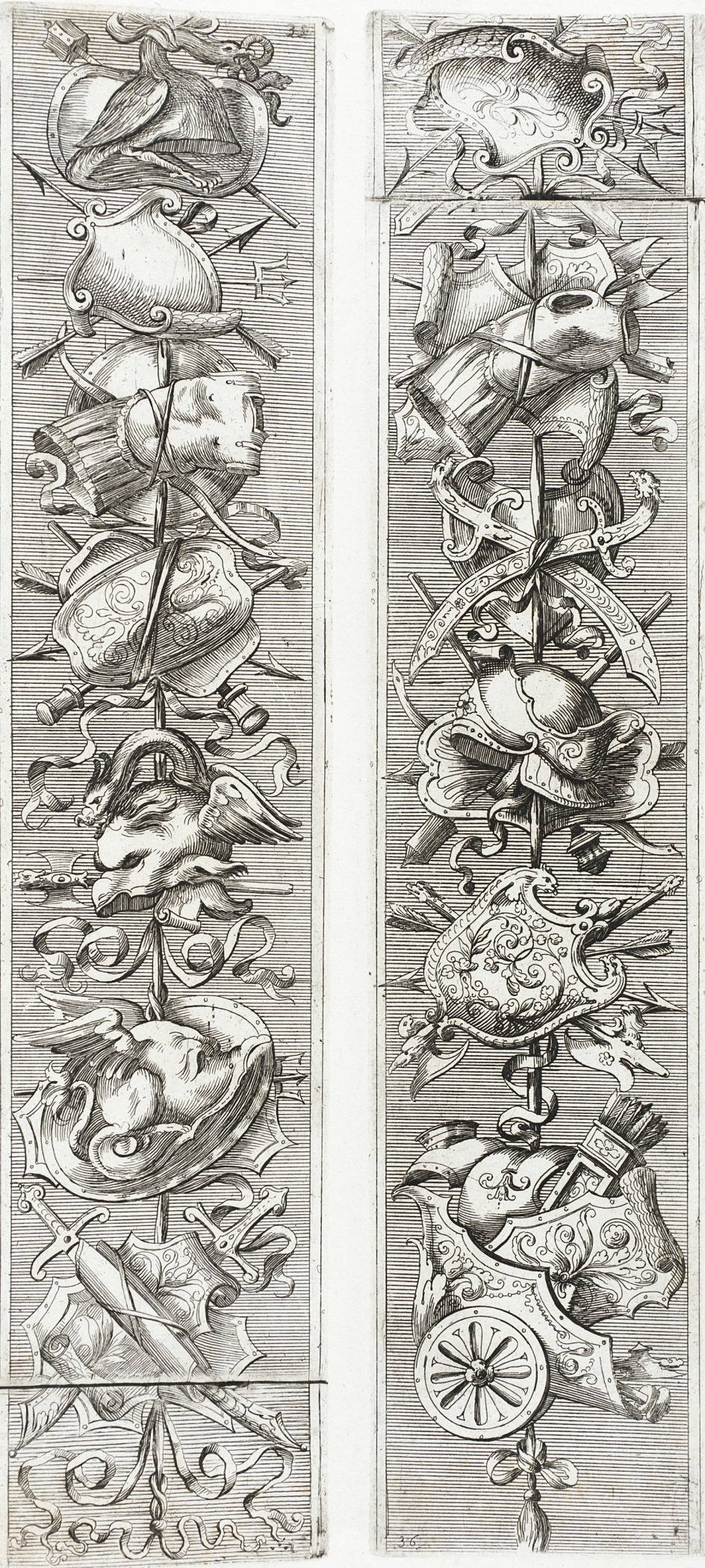
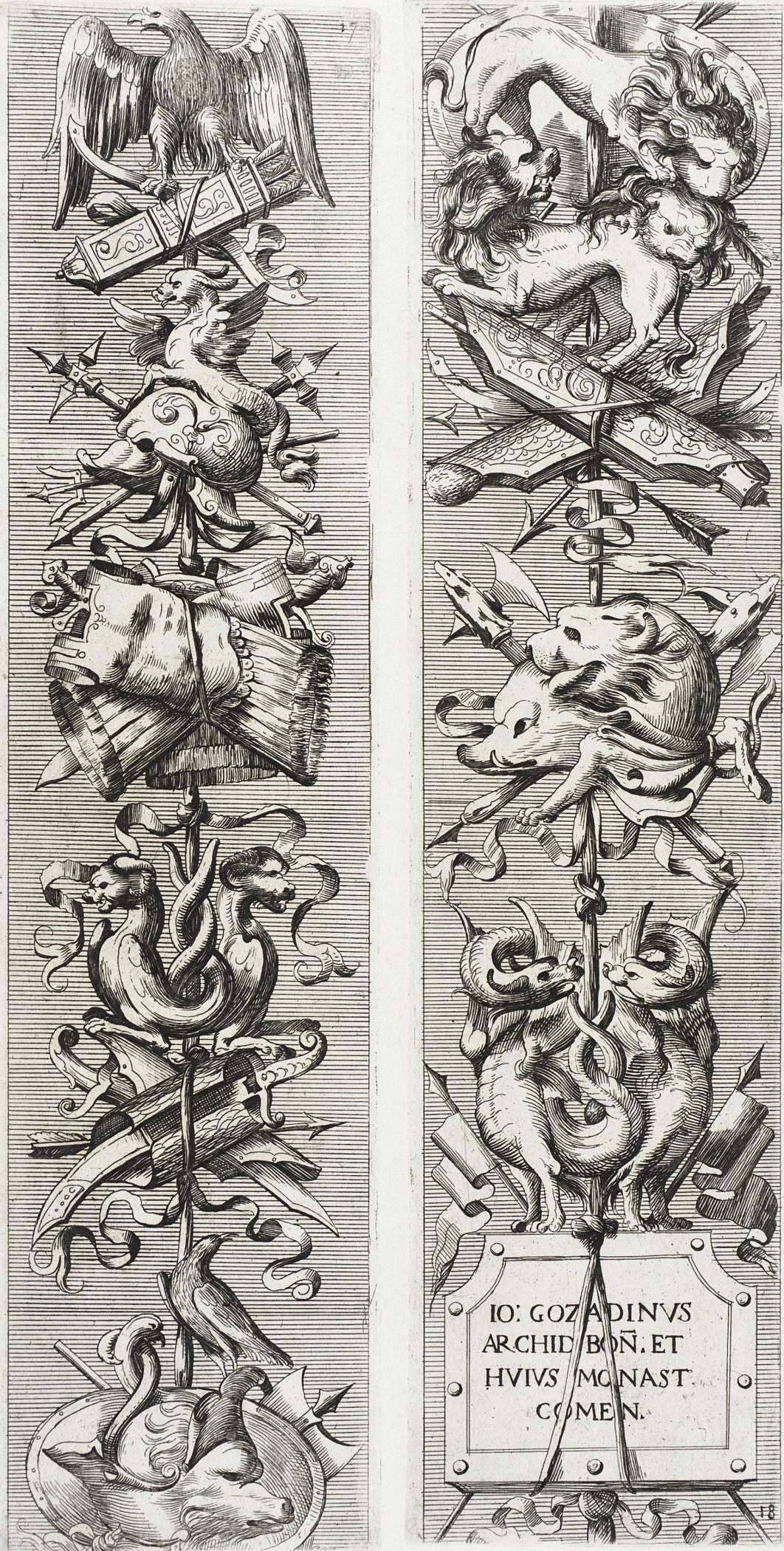
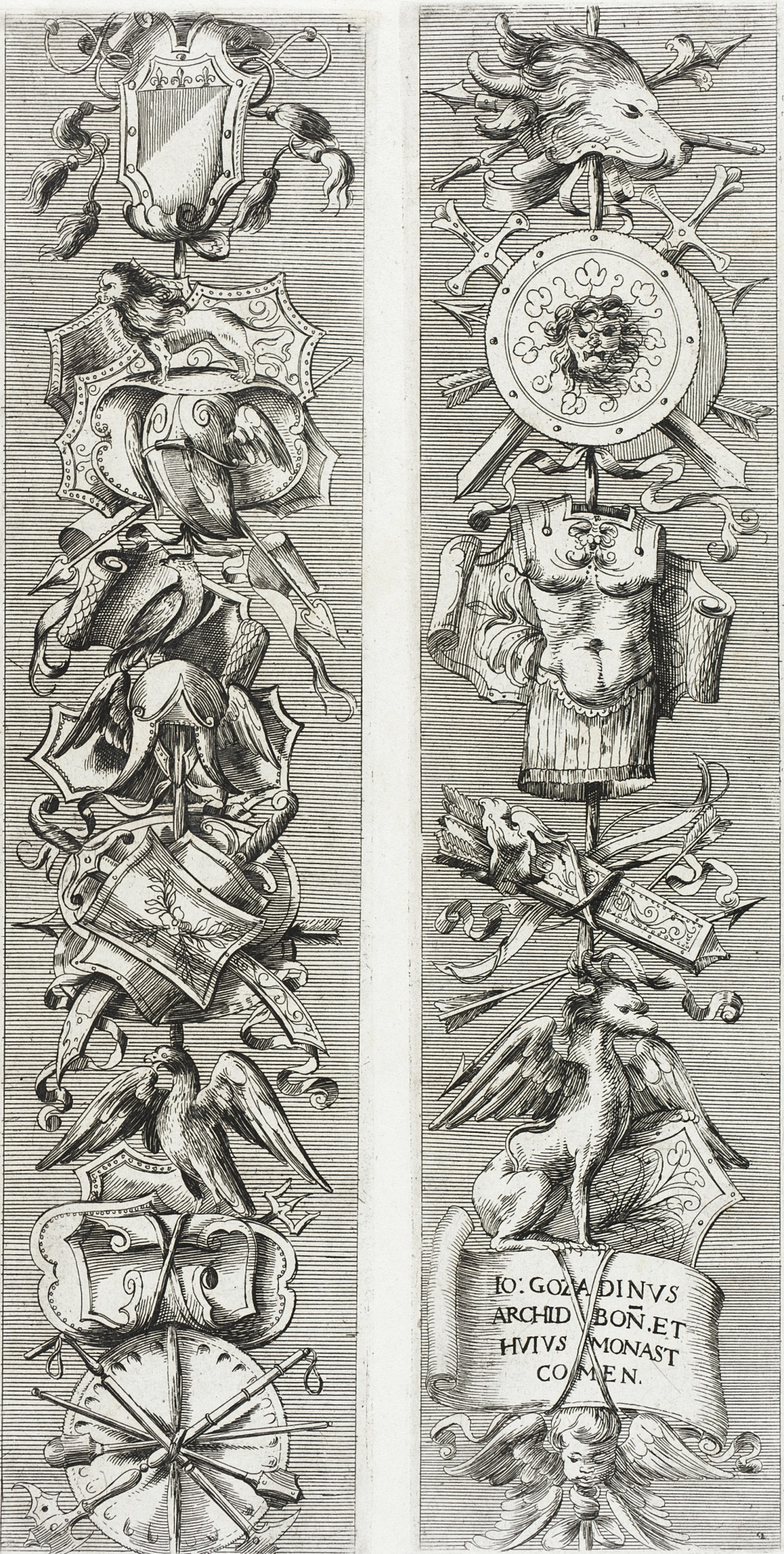
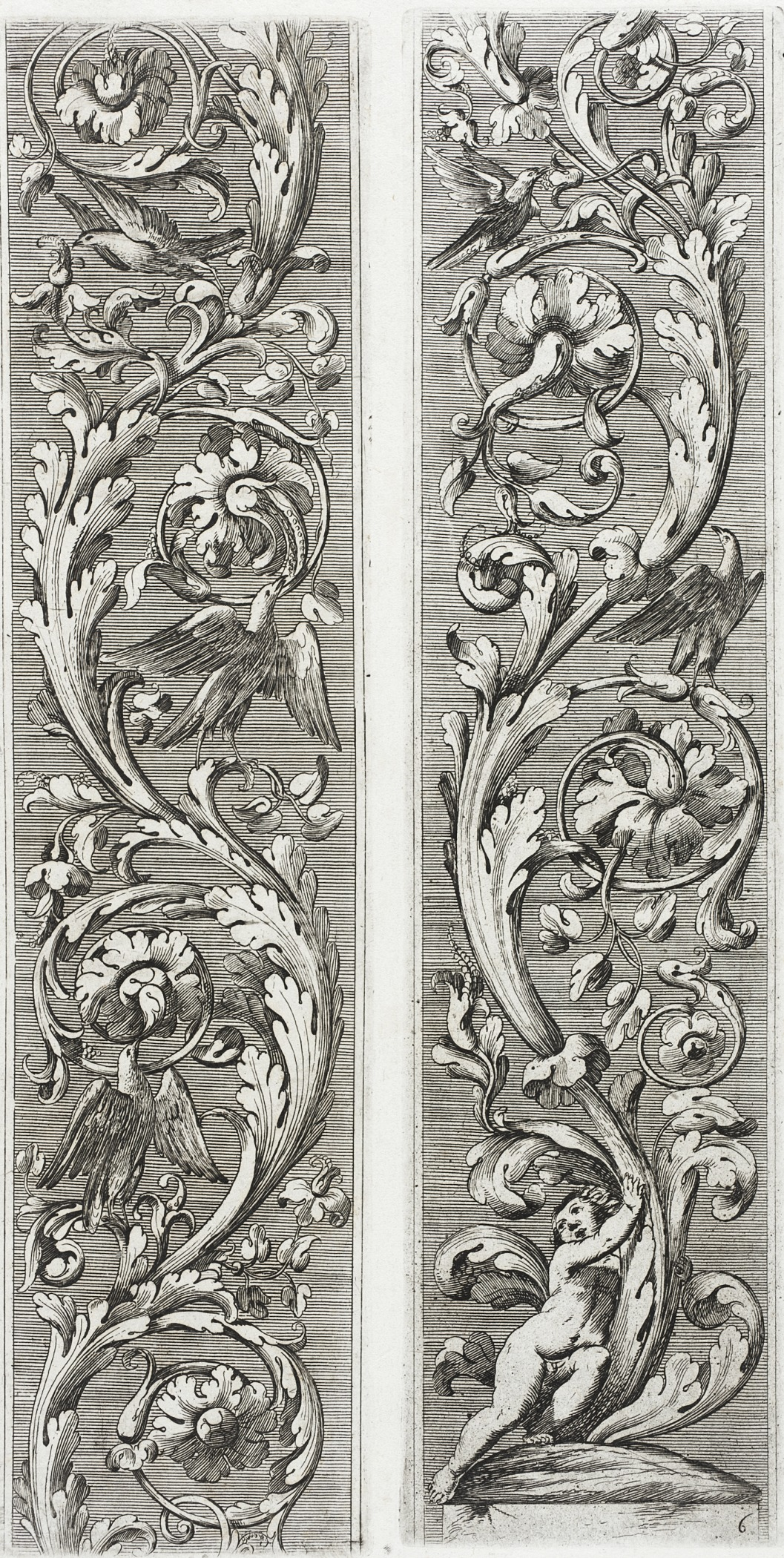